# F.O.D.
«F.O.D.» es una canción del álbum Dookie, de la banda estadounidense de punk rock, Green Day, apareciendo como la última pista "oficial", ya que tras una pausa de aproximadamente 2 minutos comienza la pista oculta All By Myself. No se lanzó como sencillo, sin embargo, fue muy tocada durante la gira promocional de Dookie y siendo parte de setlist posteriores. El título de la canción son siglas, las cuales quieren decir "Fuck Off and Die" (Vete a la mierda y muérete).

## Temática
La canción habla sobre una sensación horrible que todos debemos experimentar en algún momento de la vida, siendo esto el tratar con una persona insoportable para uno. Esto sucede con una persona que podría ser jefe, compañero de trabajo, colega o incluso el mismo padre, donde se tiene que convivir con esa persona todos los días, hablarle y fingir que todo está bien, mientras que en la mente se está disfrutando el cortarle la cabeza. De vez en cuando se tiene peleas con esa persona, "incendiando el puente" que los conecta, pero que al final habría que ver al otro todos los días, por lo que se debe mantener esos fuegos apartados, pero el odio y la irritación sigue ardiendo en las entrañas, y un día solo se vomita todo diciendo al otro ser el disgusto de cuánto realmente se le desprecia, diciéndole que se muera y finalmente sintiéndose aliviado.
Musicalmente la canción consta de 2 partes, la tranquila (solo suena la guitarra acústica y la voz) y la fuerte (donde entran todos los instrumentos). Esto básicamente demuestra las 2 etapas de esta relación de odio, primero se trata con esa persona y seguir suprimiendo su ira, y luego escupir todo. Esta rabia es tan destructiva para la dignidad que cuando realmente se estalla, se siente casi orgulloso de decir la verdad, y cuánto más insultante es, mejor se siente.

## Presentaciones en vivo
El primer registro conocido F.O.D. presentada ante un público fue el 1 de enero de 1994 en Cleveland, Ohio, posteriormente fue interpretada regularmente en los conciertos de la gira promocional de Dookie siendo a partir de ese momento, tocada en casi todas las giras que la banda ha dado, aunque en algunas con mayor frecuencia de veces que en otras.

## Lanzamientos
Paralelo a la versión de estudio, algunas presentaciones en vivo de la canción se han incluido en diversos EP y sencillos de la banda. Apareció en 1994 como uno de los lados B del sencillog Longview, siendo una versión grabada el 11 de marzo de 1994 en Jannus Landing, San Petersburgo, Florida.
Una versión inédita grabada el 26 de marzo de 1996 en Sporthalle, Praga, República Checa, aparecería como la última canción del EP en vivo Foot in Mouth, esto en el año de 1997.
Otra grabación en Tokio, Japón del 18 de marzo de 2001 apareció en los sencillos en CD de Waiting) y Poprocks & Coke, del 2001 y 2002, respectivamente. 
Finalmente, aparecería en el EP 21 Guns Live EP lanzado el 4 de septiembre de 2009 como última canción del mismo. La canción se grabó el 28 de julio de 2009 en el Madison Square Garden de Nueva York.